# ESO Telescope Bibliography
telbib
L'ESO Telescope Bibliography (littéralement « Bibliographie des télescopes de l'ESO » en anglais), aussi connue par l'acronyme telbib, est une base de données bibliographiques en libre accès. Créée par l'Observatoire européen austral (ESO), elle répertorie des publications parues dans des revues à comité de lecture. Les publications répertoriées utilisent en partie ou exclusivement des données collectées avec des instruments ou télescopes de l'ESO. 